# 方针管理
方针管理（日语：方針管理）是一种七步流程的战略规划方法，用于将战略目标在公司内部传达并实施。方针管理的战略规划体系起源于战后日本，但随后传播至美国和全球。

## 概述
方针管理的成功需要一个明确的战略愿景。在此基础上，需要清晰地定义战略目标，并为一到五年的长期时间范围设定目标。完成长期目标后，团队可以将重点转向年度目标。管理层应避免选择过多的关键目标，以确保专注于战略上最重要的事项。
这些大目标需要被细化为更小的目标，以周和月为单位分解并实施，使得从管理层到工厂一线的每个人都对需要完成的任务达成共识。目标完成情况应每月进行一次审查，并在年底进行更全面的年度回顾。绩效测量也是方针管理过程中至关重要的部分。
方针管理是一种自上而下的管理方法，由管理层制定目标，员工负责实施。因此，需要建立系统以确保高层管理的目标能够有效地传达至组织的各个层级。为此，经常使用“投球接球系统”来辅助战略计划的执行。“投球接球系统”通过会议和互动，收集管理层和员工的意见，以确保目标、反馈和其他信息在组织内实现双向流动，从而更好地推进方针管理的实施。

## 用法
采用方针管理的公司通常遵循“思考、计划、实施、审查”的流程，这与爱德华兹·戴明提出的PDCA循环类似。这是因为戴明在推广质量控制原则方面发挥了重要作用，这些原则影响了方针管理的发展。
这种循环式流程是面向未来的规划方式，而不仅仅是对当前发生的事情作出反应。PDCA的原则深深嵌入到方针管理的规划过程中。此外，约瑟夫·朱兰也在传播质量控制原则中发挥了作用，特别是强调管理层在该过程中的重要性，这也对方针管理产生了影响。
方针管理方法通常借助方针管理矩阵来辅助实施。在该矩阵上，公司可以列出并对齐其不同时间长度的目标和任务。矩阵还可以包含关键绩效指标（KPI）和优先级值，并辅以详细的计划、资源分配需求或价值流图，以确保目标的实现更有条理和高效。